# Coupe des nations II masculine de hockey sur gazon 2024-2025
Navigation
2025-2026
La Coupe des nations II masculine de hockey sur gazon 2024-2025 est l'édition inaugurale de la Coupe des nations II masculine de hockey sur gazon, le tournoi annuel de promotion pour la Coupe des nations organisé par la Fédération internationale de hockey. Le tournoi se tient du 17 au 23 février 2025 à Mascate à Oman.

## Organisation

### Désignation du pays hôte
Le 9 novembre 2024, Oman est désigné pays organisateur avec pour ville hôte Mascate. Le 12 novembre 2024, la Fédération internationale de hockey confirme l'organisation du tournoi par Oman,.

### Stade
| [[Fichier:Oman location map.svg\|240px\|{{#if:\|{{{alt}}}\|Coupe des nations II masculine de hockey sur gazon 2024-2025 est dans la page Oman.]]Mascate | Mascate             |
| --- | ------------------- |
| [[Fichier:Oman location map.svg\|240px\|{{#if:\|{{{alt}}}\|Coupe des nations II masculine de hockey sur gazon 2024-2025 est dans la page Oman.]]Mascate | Hockey Oman Stadium |
| [[Fichier:Oman location map.svg\|240px\|{{#if:\|{{{alt}}}\|Coupe des nations II masculine de hockey sur gazon 2024-2025 est dans la page Oman.]]Mascate | Capacité: 5 000     |
| [[Fichier:Oman location map.svg\|240px\|{{#if:\|{{{alt}}}\|Coupe des nations II masculine de hockey sur gazon 2024-2025 est dans la page Oman.]]Mascate |                     |

## Format

### Système de promotion-relégation entre les Coupe des nations I et II
Lors du 49e congrès qui s'est tenu le 9 novembre 2024 à Mascate à Oman, la compétition se dirige vers un système de promotion-relégation entre le dernier de la Coupe des nations et le premier de la Coupe des nations II en même temps que le système de promotion-relégation entre le dernier de la Ligue professionnelle et le premier de la Coupe des nations. Ce changement de format permet au vainqueur de la Coupe des nations II de prendre la place de l'équipe qui terminera dernière de la Coupe des nations à la fin de la saison,.

### Compétition
Huit équipes sont réparties en deux groupes de quatre équipes. Le format est celui d'un tournoi toutes rondes : chaque équipe joue un match contre les trois autres équipes du même groupe. Les deux premiers de chaque groupe se qualifient pour la phase de promotion tandis que les deux derniers de chaque groupe se qualifient pour la phase de classement.

### Coupe des nations 2025-2026
Huit participants concourent pour une place synonyme de promotion à la Coupe des nations 2025-2026. À la fin de la compétition, le vainqueur de la Coupe des nations II est promu à la Coupe des nations pour la saison 2025-2026.

## Équipes qualifiées
Les huit équipes les mieux classées au Classement mondial et qui ne participent pas à la Ligue professionnelle 2024-2025 et à la Coupe des nations 2024-2025 évoluent dans le tournoi.
- Autriche
- Chili
- Chine
- Égypte
- Oman
- Pologne
- Écosse
- États-Unis

## Phase de groupes
Légende :
- Phase de promotion
- Phase de classement

### Poule A
| Rang | Équipe  | Pts | J | G | N | P | Bp | Bc | Diff |  | Résultats |  |     |     |     |
| ---- | ------- | --- | - | - | - | - | -- | -- | ---- |  | --------- |  | --- | --- | --- |
| 1    | Égypte  | 7   | 3 | 2 | 1 | 0 | 10 | 7  | +3   |  | Égypte    |  | 3-1 | 5-4 | 2-2 |
| 2    | Pologne | 5   | 3 | 1 | 2 | 0 | 7  | 3  | +4   |  | Chili     |  |     | 1-2 | 0-4 |
| 3    | Chine   | 4   | 3 | 1 | 1 | 1 | 7  | 7  | 0    |  | Chine     |  |     |     | 1-1 |
| 4    | Chili   | 0   | 3 | 0 | 0 | 3 | 2  | 9  | -7   |  | Pologne   |  |     |     |     |

| Match 1               | Égypte                                                    | 5 - 4   | Chine                                           |                                           |                                           |
| 17 février 2025 12h45 | Elganaini 4e, 30e · Nasr 29e · Z. Adel 39e · H. Ragab 42e | (3 - 2) | 21e, 25e Chen B.H. · 38e Lu Y.L. · 56e Gao J.S. | Arbitrage : Hussain Al Hasani Tyler Klenk | Arbitrage : Hussain Al Hasani Tyler Klenk |
| 17 février 2025 12h45 | Rapport                                                   |         |                                                 | Arbitrage : Hussain Al Hasani Tyler Klenk | Arbitrage : Hussain Al Hasani Tyler Klenk |

| Match 2               | Chili   | 0 - 4   | Pologne                                         |                                        |                                        |
| 17 février 2025 14h45 |         | (0 - 1) | 17e T. Bembenek · 43e, 56e Koperski · 54e Gumny | Arbitrage : Sourabh Rajput Sheena Hori | Arbitrage : Sourabh Rajput Sheena Hori |
| 17 février 2025 14h45 | Rapport |         |                                                 | Arbitrage : Sourabh Rajput Sheena Hori | Arbitrage : Sourabh Rajput Sheena Hori |

| Match 5               | Chine        | 1 - 1   | Pologne       |                                           |                                           |
| 18 février 2025 12h45 | Chao J.M. 2e | (1 - 0) | 60e Jarzyński | Arbitrage : Titus Mulwa Ilanggo Kanabathu | Arbitrage : Titus Mulwa Ilanggo Kanabathu |
| 18 février 2025 12h45 | Rapport      |         |               | Arbitrage : Titus Mulwa Ilanggo Kanabathu | Arbitrage : Titus Mulwa Ilanggo Kanabathu |

| Match 6               | Chili         | 1 - 3   | Égypte                                          |                                          |                                          |
| 18 février 2025 14h45 | J. Amoroso 6e | (1 - 1) | 15e Elganaini · 55e Mos. Ragab · 59e Moh. Ragab | Arbitrage : Jayden Pearson Clare Barwood | Arbitrage : Jayden Pearson Clare Barwood |
| 18 février 2025 14h45 | Rapport       |         |                                                 | Arbitrage : Jayden Pearson Clare Barwood | Arbitrage : Jayden Pearson Clare Barwood |

| Match 9               | Égypte                      | 2 - 2   | Pologne                      |                                                 |                                                 |
| 20 février 2025 12h45 | Z. Adel 11e · Elganaini 60e | (1 - 1) | 25e Koperski · 48e Jarzyński | Arbitrage : Hussain Al Hasani Benjamin Messerli | Arbitrage : Hussain Al Hasani Benjamin Messerli |
| 20 février 2025 12h45 | Rapport                     |         |                              | Arbitrage : Hussain Al Hasani Benjamin Messerli | Arbitrage : Hussain Al Hasani Benjamin Messerli |

| Match 10              | Chine                       | 2 - 1   | Chili            |                                           |                                           |
| 20 février 2025 14h45 | Deng J.W. 31e · Lu Y.L. 49e | (0 - 1) | 9e L. Valenzuela | Arbitrage : Sourabh Rajput Jayden Pearson | Arbitrage : Sourabh Rajput Jayden Pearson |
| 20 février 2025 14h45 | Rapport                     |         |                  | Arbitrage : Sourabh Rajput Jayden Pearson | Arbitrage : Sourabh Rajput Jayden Pearson |

### Poule B
| Rang | Équipe     | Pts | J | G | N | P | Bp | Bc | Diff |  | Résultats  |  |     |     |      |
| ---- | ---------- | --- | - | - | - | - | -- | -- | ---- |  | ---------- |  | --- | --- | ---- |
| 1    | Écosse     | 6   | 3 | 2 | 0 | 1 | 15 | 6  | +9   |  | Autriche   |  | 3-2 | 0-1 | 5-3  |
| 2    | États-Unis | 6   | 3 | 2 | 0 | 1 | 7  | 3  | +4   |  | Écosse     |  |     | 3-2 | 10-1 |
| 3    | Autriche   | 6   | 3 | 2 | 0 | 1 | 8  | 6  | +2   |  | États-Unis |  |     |     | 4-0  |
| 4    | Oman H     | 0   | 3 | 0 | 0 | 3 | 4  | 19 | -15  |  | Oman H     |  |     |     |      |

| Match 3               | Autriche | 0 - 1   | États-Unis   |                                           |                                           |
| 17 février 2025 16h45 |          | (0 - 1) | 6e Charasika | Arbitrage : Ilanggo Kanabathu Shahbaz Ali | Arbitrage : Ilanggo Kanabathu Shahbaz Ali |
| 17 février 2025 16h45 | Rapport  |         |              | Arbitrage : Ilanggo Kanabathu Shahbaz Ali | Arbitrage : Ilanggo Kanabathu Shahbaz Ali |

| Match 4               | Oman              | 1 - 10  | Écosse                                                                                               |                                       |                                       |
| 17 février 2025 19h00 | A. Al Shaiibi 50e | (0 - 7) | 4e, 11e Golden · 6e, 21e, 43e McConnell · 7e, 10e Walker · 22e Nairn · 42e A. Douglas · 56e Falconer | Arbitrage : Clare Barwood Titus Mulwa | Arbitrage : Clare Barwood Titus Mulwa |
| 17 février 2025 19h00 | Rapport           |         | | Arbitrage : Clare Barwood Titus Mulwa | Arbitrage : Clare Barwood Titus Mulwa |

| Match 7               | Écosse          | 2 - 3   | Autriche                                |                                        |                                        |
| 18 février 2025 16h45 | Golden 26e, 58e | (1 - 0) | 35e Winkler · 45e Steyrer · 57e Losonci | Arbitrage : Tyler Klenk Sourabh Rajput | Arbitrage : Tyler Klenk Sourabh Rajput |
| 18 février 2025 16h45 | Rapport         |         |                                         | Arbitrage : Tyler Klenk Sourabh Rajput | Arbitrage : Tyler Klenk Sourabh Rajput |

| Match 8               | Oman    | 0 - 4   | États-Unis                                 |                                           |                                           |
| 18 février 2025 19h00 |         | (0 - 1) | 11e Leser · 43e, 47e Charasika · 60e Motta | Arbitrage : Sheena Hori Benjamin Messerli | Arbitrage : Sheena Hori Benjamin Messerli |
| 18 février 2025 19h00 | Rapport |         |                                            | Arbitrage : Sheena Hori Benjamin Messerli | Arbitrage : Sheena Hori Benjamin Messerli |

| Match 11              | États-Unis         | 2 - 3   | Écosse                     |                                           |                                           |
| 20 février 2025 16h45 | Charasika 16e, 28e | (2 - 2) | 2e, 47e Walker · 4e Golden | Arbitrage : Sheena Hori Ilanggo Kanabathu | Arbitrage : Sheena Hori Ilanggo Kanabathu |
| 20 février 2025 16h45 | Rapport            |         |                            | Arbitrage : Sheena Hori Ilanggo Kanabathu | Arbitrage : Sheena Hori Ilanggo Kanabathu |

| Match 12              | Oman                                          | 3 - 5   | Autriche                                                     |                                     |                                     |
| 20 février 2025 19h00 | Barazahan 11e · S. Al Fazari 35e · Al Wahaibi | (1 - 0) | 39e, 57e Wellan · 43e Losonci · 44e Winkler · 55e Kaltenböck | Arbitrage : Shahbaz Ali Titus Mulwa | Arbitrage : Shahbaz Ali Titus Mulwa |
| 20 février 2025 19h00 | Rapport                                       |         |                                                              | Arbitrage : Shahbaz Ali Titus Mulwa | Arbitrage : Shahbaz Ali Titus Mulwa |

## Phase de classement

### Tableau de classement
|  | Demi-finales pour la 5e place | Demi-finales pour la 5e place | Demi-finales pour la 5e place | Demi-finales pour la 5e place |                        |       | Match pour la 5e place | Match pour la 5e place | Match pour la 5e place | Match pour la 5e place |
|  |                               |                               |                               |                               |                        |       |                        |                        |                        |                        |
|  | 22 février 2025               | 22 février 2025               | 22 février 2025               | 22 février 2025               |                        |       | 23 février 2025        | 23 février 2025        | 23 février 2025        | 23 février 2025        |
|  | A3                            | Chine                         | 4                             | 4                             |                        |       | 23 février 2025        | 23 février 2025        | 23 février 2025        | 23 février 2025        |
|  | A3                            | Chine                         | 4                             | 4                             |                        |       | 23 février 2025        | 23 février 2025        | 23 février 2025        | 23 février 2025        |
|  | B4                            | Oman                          | 1                             | 1                             |                        |       | 23 février 2025        | 23 février 2025        | 23 février 2025        | 23 février 2025        |
|  | B4                            | Oman                          | 1                             | 1                             | A3                     | Chine | 1                      | 1                      |                        |                        |
|  | 22 février 2025               |                               |                               |                               | A3                     | Chine | 1                      | 1                      |                        |                        |
|  |                               |                               | B3                            | Autriche                      | 3                      | 3     |                        |                        |                        |                        |
|  | B3                            | Autriche                      | B3                            | Autriche                      | 3                      | 3     | 3                      | 3                      |                        |                        |
|  | B3                            | Autriche                      |                               |                               |                        |       |                        | 3                      |                        |                        |
|  | A4                            | Chili                         | 2                             | 2                             |                        |       |                        |                        |                        |                        |
|  | A4                            | Chili                         | 2                             | 2                             | Match pour la 7e place |       |                        |                        |                        |                        |
|  |                               |                               |                               |                               |                        |       |                        |                        |                        |                        |
|  | 23 février 2025               |                               |                               |                               |                        |       |                        |                        |                        |                        |
|  | B4                            | Oman                          | 1                             | 1                             |                        |       |                        |                        |                        |                        |
|  | B4                            | Oman                          | 1                             | 1                             |                        |       |                        |                        |                        |                        |
|  | A4                            | Chili                         | 2                             | 2                             |                        |       |                        |                        |                        |                        |
|  | A4                            | Chili                         | 2                             | 2                             |                        |       |                        |                        |                        |                        |

### Demi-finales pour la5eplace
| Match 13              | Oman        | 1 - 4   | Chine                                         |                                     |                                     |
| 22 février 2025 11h00 | T. Bait 20e | (1 - 4) | 1e Chen B.H. · 4e, 25e Gao J.S. · 20e Du S.H. | Arbitrage : Tyler Klenk Shahbaz Ali | Arbitrage : Tyler Klenk Shahbaz Ali |
| 22 février 2025 11h00 | Rapport     |         |                                               | Arbitrage : Tyler Klenk Shahbaz Ali | Arbitrage : Tyler Klenk Shahbaz Ali |

| Match 14              | Autriche                           | 3 - 2   | Chili                              |                                                 |                                                 |
| 22 février 2025 13h15 | Losonci 9e · Wellan 23e · Fink 46e | (2 - 1) | 15e J. Amoroso · 54e A. Valenzuela | Arbitrage : Hussain Al Hasani Benjamin Messerli | Arbitrage : Hussain Al Hasani Benjamin Messerli |
| 22 février 2025 13h15 | Rapport                            |         |                                    | Arbitrage : Hussain Al Hasani Benjamin Messerli | Arbitrage : Hussain Al Hasani Benjamin Messerli |

### Match pour la7eplace
| Match 17              | Oman              | 1 - 2   | Chili                    |                                     |                                     |
| 23 février 2025 11h00 | K. Al Shaaibi 42e | (0 - 1) | 4e Gesswein · 43e García | Arbitrage : Shahbaz Ali Titus Mulwa | Arbitrage : Shahbaz Ali Titus Mulwa |
| 23 février 2025 11h00 | Rapport           |         |                          | Arbitrage : Shahbaz Ali Titus Mulwa | Arbitrage : Shahbaz Ali Titus Mulwa |

### Match pour la5eplace
| Match 18              | Chine        | 1 - 3   | Autriche                   |                                           |                                           |
| 23 février 2025 13h15 | Gao J.S. 14e | (1 - 1) | 30e, 41e Frey · 58e Wellan | Arbitrage : Hussain Al Hasani Sheena Hori | Arbitrage : Hussain Al Hasani Sheena Hori |
| 23 février 2025 13h15 | Rapport      |         |                            | Arbitrage : Hussain Al Hasani Sheena Hori | Arbitrage : Hussain Al Hasani Sheena Hori |

## Phase de promotion

### Tableau de promotion
|  | Demi-finales    | Demi-finales    | Demi-finales    | Demi-finales    |                               |        | Finale          | Finale          | Finale          | Finale          |
|  |                 |                 |                 |                 |                               |        |                 |                 |                 |                 |
|  | 22 février 2025 | 22 février 2025 | 22 février 2025 | 22 février 2025 |                               |        | 23 février 2025 | 23 février 2025 | 23 février 2025 | 23 février 2025 |
|  | A1              | Égypte          | 4               | 4               |                               |        | 23 février 2025 | 23 février 2025 | 23 février 2025 | 23 février 2025 |
|  | A1              | Égypte          | 4               | 4               |                               |        | 23 février 2025 | 23 février 2025 | 23 février 2025 | 23 février 2025 |
|  | B2              | États-Unis      | 2               | 2               |                               |        | 23 février 2025 | 23 février 2025 | 23 février 2025 | 23 février 2025 |
|  | B2              | États-Unis      | 2               | 2               | A1                            | Égypte | 2               | 2               |                 |                 |
|  | 22 février 2025 |                 |                 |                 | A1                            | Égypte | 2               | 2               |                 |                 |
|  |                 |                 | B1              | Écosse          | 4                             | 4      |                 |                 |                 |                 |
|  | B1              | Écosse          | B1              | Écosse          | 4                             | 4      | 4               | 4               |                 |                 |
|  | B1              | Écosse          |                 |                 |                               |        |                 | 4               |                 |                 |
|  | A2              | Pologne         | 1               | 1               |                               |        |                 |                 |                 |                 |
|  | A2              | Pologne         | 1               | 1               | Match pour la troisième place |        |                 |                 |                 |                 |
|  |                 |                 |                 |                 |                               |        |                 |                 |                 |                 |
|  | 23 février 2025 |                 |                 |                 |                               |        |                 |                 |                 |                 |
|  | B2              | États-Unis      | 2 (1)           | 2 (1)           |                               |        |                 |                 |                 |                 |
|  | B2              | États-Unis      | 2 (1)           | 2 (1)           |                               |        |                 |                 |                 |                 |
|  | A2              | Pologne         | 2 (3)tab        | 2 (3)tab        |                               |        |                 |                 |                 |                 |
|  | A2              | Pologne         | 2 (3)tab        | 2 (3)tab        |                               |        |                 |                 |                 |                 |

### Demi-finales
| Match 15              | Égypte                                                 | 4 - 2   | États-Unis                      |                                          |                                          |
| 22 février 2025 15h30 | Nasr 7e · Mos. Ragab 17e · Mamdouh 49e · Elganaini 59e | (2 - 2) | 6e K. Kaeppeler · 15e Charasika | Arbitrage : Sourabh Rajput Clare Barwood | Arbitrage : Sourabh Rajput Clare Barwood |
| 22 février 2025 15h30 | Rapport                                                |         |                                 | Arbitrage : Sourabh Rajput Clare Barwood | Arbitrage : Sourabh Rajput Clare Barwood |

| Match 16              | Écosse                            | 4 - 1   | Pologne      |                                              |                                              |
| 22 février 2025 17h45 | Golden 46e, 51e · Walker 47e, 59e | (0 - 0) | 55e Koperski | Arbitrage : Ilanggo Kanabathu Jayden Pearson | Arbitrage : Ilanggo Kanabathu Jayden Pearson |
| 22 février 2025 17h45 | Rapport                           |         |              | Arbitrage : Ilanggo Kanabathu Jayden Pearson | Arbitrage : Ilanggo Kanabathu Jayden Pearson |

### Match pour la3eplace
| Match 19              | États-Unis                                  | 2 - 2             | Pologne                         |                                          |                                          |
| 23 février 2025 15h30 | A. Kaeppeler 39e · Grewal 41e               | (0 - 1)           | 13e Koperski · 36e Jarzyński    | Arbitrage : Clare Barwood Jayden Pearson | Arbitrage : Clare Barwood Jayden Pearson |
| 23 février 2025 15h30 | Rapport                                     |                   |                                 | Arbitrage : Clare Barwood Jayden Pearson | Arbitrage : Clare Barwood Jayden Pearson |
| 23 février 2025 15h30 | Heldens · A. Kaeppeler · Harris · Charasika | Tirs au but 1 - 3 | Hołosyniuk · Koperski · Janicki | Arbitrage : Clare Barwood Jayden Pearson | Arbitrage : Clare Barwood Jayden Pearson |

### Finale
| Match 20              | Égypte                         | 2 - 4   | Écosse                                    |                                           |                                           |
| 23 février 2025 17h45 | Moh. Ragab 52e · Elganaini 56e | (0 - 3) | 15e, 30e Walker · 27e Golden · 35e Austin | Arbitrage : Tyler Klenk Benjamin Messerli | Arbitrage : Tyler Klenk Benjamin Messerli |
| 23 février 2025 17h45 | Rapport                        |         |                                           | Arbitrage : Tyler Klenk Benjamin Messerli | Arbitrage : Tyler Klenk Benjamin Messerli |

## Statistiques

### Buteurs

#### 8 buts
- Jamie Golden
- Struan Walker

#### 6 buts
- Ahmed Elganaini
- Sekayi Charasika

#### 5 buts
- Maksymilian Koperski

#### 4 buts
- Nikolas Wellan
- Gao Jiesheng

#### 3 buts
- Fülöp Losonci
- Chen Benhai
- Gracjan Jarzyński
- Andrew McConnell

#### 2 buts
- Moritz Frey
- Josef Winkler
- Juan Amoroso
- Lu Yuanlin
- Ziad Adel
- Mohamed Nasr
- Mohamed Ragab
- Mostafa Ragab

#### 1 but
- Adrian Fink
- Peter Kaltenböck
- Florian Steyrer
- Álvaro García
- Kay Gesswein
- Agustin Valenzuela
- Luis Valenzuela
- Chao Jieming
- Deng Jingwen
- Du Shihao
- Mahmoud Mamdouh
- Hossameldin Ragab
- Sanad Al Fazari
- Ammaar Al Shaaibi
- Khalid Al Shaaibi
- Maitham Al Wahaibi
- Talal Bait
- Asama Barazahan
- Tomasz Bembenek
- Mikołaj Gumny
- Thomas Austin
- Ali Douglas
- Craig Falconer
- David Nairn
- Mehtab Grewal
- Aki Kaeppeler
- Kei Kaeppeler
- Marius Leser
- Henzor Motta

### Classement final
| Rang                         | Groupe | Équipe     | J | G | N | P | BP | BC | Diff | Pts | Classement mondial FIH | Classement mondial FIH | Classement mondial FIH |
| Rang                         | Groupe | Équipe     | J | G | N | P | BP | BC | Diff | Pts | Avant                  | Après                  | Chgt                   |
| ---------------------------- | ------ | ---------- | - | - | - | - | -- | -- | ---- | --- | ---------------------- | ---------------------- | ---------------------- |
| Médaille d'or                | B      | Écosse     | 5 | 4 | 0 | 1 | 23 | 9  | +14  | 12  | 21                     | 20                     | +1                     |
| Médaille d'argent            | A      | Égypte     | 5 | 3 | 1 | 1 | 16 | 13 | +3   | 10  | 17                     | 17                     | 0                      |
| Médaille de bronze           | A      | Pologne    | 5 | 1 | 3 | 1 | 10 | 9  | +1   | 6   | 24                     | 24                     | 0                      |
| 4                            | B      | États-Unis | 5 | 2 | 1 | 2 | 11 | 9  | +2   | 7   | 25                     | 25                     | 0                      |
| Éliminés en phase de groupes |        |            |   |   |   |   |    |    |      |     |                        |                        |                        |
| 5                            | B      | Autriche   | 5 | 4 | 0 | 1 | 14 | 9  | +5   | 12  | 19                     | 19                     | 0                      |
| 6                            | A      | Chine      | 5 | 2 | 1 | 2 | 12 | 11 | +1   | 7   | 22                     | 22                     | 0                      |
| 7                            | A      | Chili      | 5 | 1 | 0 | 4 | 6  | 13 | -7   | 3   | 23                     | 23                     | 0                      |
| 8                            | B      | Oman H     | 5 | 0 | 0 | 5 | 6  | 25 | -19  | 0   | 28                     | 28                     | 0                      |

|  | Nation promue pour la Coupe des nations 2025-2026 |